# Papabile

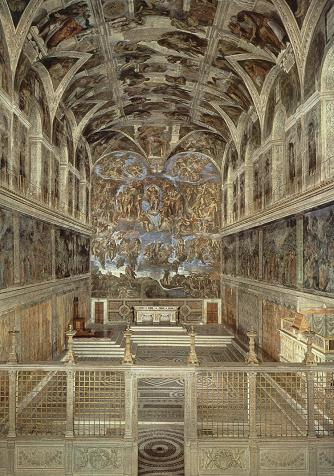
Capela Sistina, onde se reune o Conclave para eleger o novo Papa

Papabile (/pəpɑːbɪleɪ/, também UK: /-li/; em italiano: [papabile]; lit. "pop (e) capaz" ou "capaz de ser Papa"), ou, em português, papável, é um termo não oficial, cunhado inicialmente em italiano pelos vaticanólogos e agora usado internacionalmente em muitas línguas para descrever um homem católico romano, na prática, sempre um cardeal, considerado provável ou possível candidato a ser eleito Papa. Na Itália, o termo se tornou muito comum e as pessoas o usam para outras situações análogas.
Em alguns casos, os cardeais escolhem um candidato papável. Entre os cardeais papáveis que foram eleitos Papas estão Eugenio Pacelli (Pio XII), Giovanni Battista Montini (Paulo VI) e Joseph Ratzinger (Bento XVI). No entanto, às vezes, o Colégio dos Cardeais elege um homem que não era considerado papável pela maioria dos observadores do Vaticano. Nos últimos anos, aqueles que foram eleitos Papa, embora não fossem considerados papáveis, incluem João XXIII, João Paulo I e João Paulo II. Há um ditado entre os vaticanólogos: "Aquele que entra no conclave como Papa, deixa-o como cardeal." Este é também um provérbio popular na Itália, indicando que nunca se deve ter muita certeza de si mesmo.
A lista de papáveis muda com a idade dos cardeais. Por exemplo, pensava-se que Carlo Maria Martini era papável até que ele se aposentou de sua vista ao atingir 75 anos.
Em italiano, a palavra papabile também é usada em contextos que não são da Igreja, referindo-se a candidatos de lista curta, ou seja, aqueles que, dentre os candidatos disponíveis, têm maior probabilidade de serem eleitos ou nomeados para um cargo específico.

## Papáveis eleitos Papas
- Francesco Saverio Castiglioni (eleito como Pio VIII em 1829) [3][4][b]
- Gioachino Pecci (eleito como Leão XIII em 1878)[5][c]
- Giacomo della Chiesa (eleito como Bento XV em 1914) [6][7]
- Eugenio Pacelli (eleito Pio XII em 1939) [8][d]
- Giovanni Battista Montini (eleito como Paulo VI em 1963) [e][12]
- Joseph Ratzinger (eleito como Bento XVI em 2005) [13][f]
- Jorge Mario Bergoglio (eleito como Francisco em 2013) [16][17][18][g]
- Robert Prevost (eleito como Leão XIV em 2025)

## Papáveis não eleitos
Ser visto como papável, no entanto, não é garantia de eleição, e às vezes é visto como uma desvantagem. Embora os seguintes candidatos tenham sido amplamente discutidos publicamente como candidatos, os resultados reais dos votos descritos abaixo são frequentemente baseados em boatos e obtidos, se é que existem, em relatórios não registrados de cardeais individuais.
- Giuseppe Siri era amplamente esperado para ser eleito Papa nos conclaves de 1958 e 1963, e continuou a ser o principal candidato nos dois conclaves de 1978. Na primeira dessas ocasiões, Angelo Roncalli, uma escolha totalmente inesperada, foi eleito e se tornou o Papa João XXIII.
- Era esperado que Giovanni Benelli fosse eleito Papa nos conclaves de agosto e outubro de 1978. De fato, ele foi derrotado em ambos (quase na segunda vez). Em agosto, um candidato que poucos viram como papável, Albino Luciani, foi eleito e se tornou o Papa João Paulo I - com o apoio do próprio Benelli. Em outubro, outro candidato, Karol Wojtyła, foi eleito João Paulo II.
- Rafael Merry del Val foi um candidato amplamente considerado durante os conclaves de 1914 e 1922, que elegeram os Papas Bento XV e Pio XI, respectivamente, embora nunca tenha recebido votos suficientes para estar em disputa séria.
- Bartolomeo Pacca - diplomata experiente sob o papado de Pio VII, era um candidato em 1823 e favoreceu a vitória em 1829, mas foi vetado pela França. O cardeal Castiglioni foi eleito Papa Pio VIII.
- Emmanuele de Gregorio - esperado para suceder Leão XII e Pio VIII, mas nunca conseguiu.
- Mariano Rampolla - Secretário de Estado do Papa Leão XIII. Ele estava indo para a vitória no conclave de 1903, até ser vetado pelo Cardeal Jan Maurycy Pawel Puzyna de Kosielsko, de Cracóvia, em nome do Imperador Austro-Húngaro Francisco José I. Com Rampolla vetado, Giuseppe Sarto foi eleito e tornou-se o Papa Pio X. Um dos primeiros atos de Pio X foi abolir os direitos dos Estados de vetar.[h]
- Carlo Maria Martini - jesuíta, exegeta bíblico, arcebispo de Milão de 1980 a 2002. Considerado o sucessor mais provável de João Paulo II por grande parte das décadas de 1980 e 1990, mas já sofria de Mal de Parkinson na época em que o conclave de 2005 fora convocado.
- Francis Arinze - especulado por alguns relatos da mídia como sucessor altamente favorecido de João Paulo II, mas não obteve um número substancial de votos no conclave de 2005.[20]

## Papáveis no Conclave de 2013
Os seguintes cardeais, como observado nas referências citadas, também foram considerados papáveis no conclave de 2013 que elegeu o cardeal Jorge Mario Bergoglio, que tomou o nome de Papa Francisco.
- Angelo Bagnasco, Arcebispo de Gênova;[16][17]
- Luis Antonio Tagle, arcebispo de Manila;[21]
- Timothy Michael Dolan, arcebispo de Nova York;[22][23]
- Péter Erdő, arcebispo de Esztergom-Budapeste;[24][25]
- Sean Patrick O'Malley, Arcebispo de Boston;[26]
- Marc Ouellet, Prefeito da Congregação para os Bispos;[27][28]
- Gianfranco Ravasi, Presidente do Pontifício Conselho para a Cultura;[29]
- Leonardo Sandri, Prefeito da Congregação para as Igrejas Orientais;[29]
- Odilo Pedro Scherer, Arcebispo de São Paulo;[30]
- Christoph Schönborn, arcebispo de Viena;[27]
- Angelo Scola, arcebispo de Milão;[31][32]
- Peter Turkson, Presidente do Conselho Pontifício Justiça e Paz.[33][34]

## Papas eleitos não papáveis
- Barnaba Chiaramonti (eleito Pio VII em 1800) [i]
- Annibale della Genga (eleito como Leão XII em 1823) [j]
- Bartolomeo Alberto Mauro Cappellari (eleito Gregório XVI em 1831) [k]
- Giuseppe Melchiorre Sarto (eleito Pio X em 1903) [l]
- Achille Ratti (eleito Pio XI em 1922) [m]
- Angelo Giuseppe Roncalli (eleito como João XXIII em 1958) [n]
- Albino Luciani (eleito João Paulo I em 1978) [o]
- Karol Wojtyła (eleito como João Paulo II em 1978) [p]

O Papa João Paulo I previu que o cardeal Wojtyła - o futuro Papa João Paulo II - o sucederia, e o cardeal Jean-Marie Villot previu em maio de 1978 que apenas Wojtyła poderia obter o apoio de dois terços dos cardeais eleitores, mas não era considerado papável, porque não era italiano.